# باحة بييروم

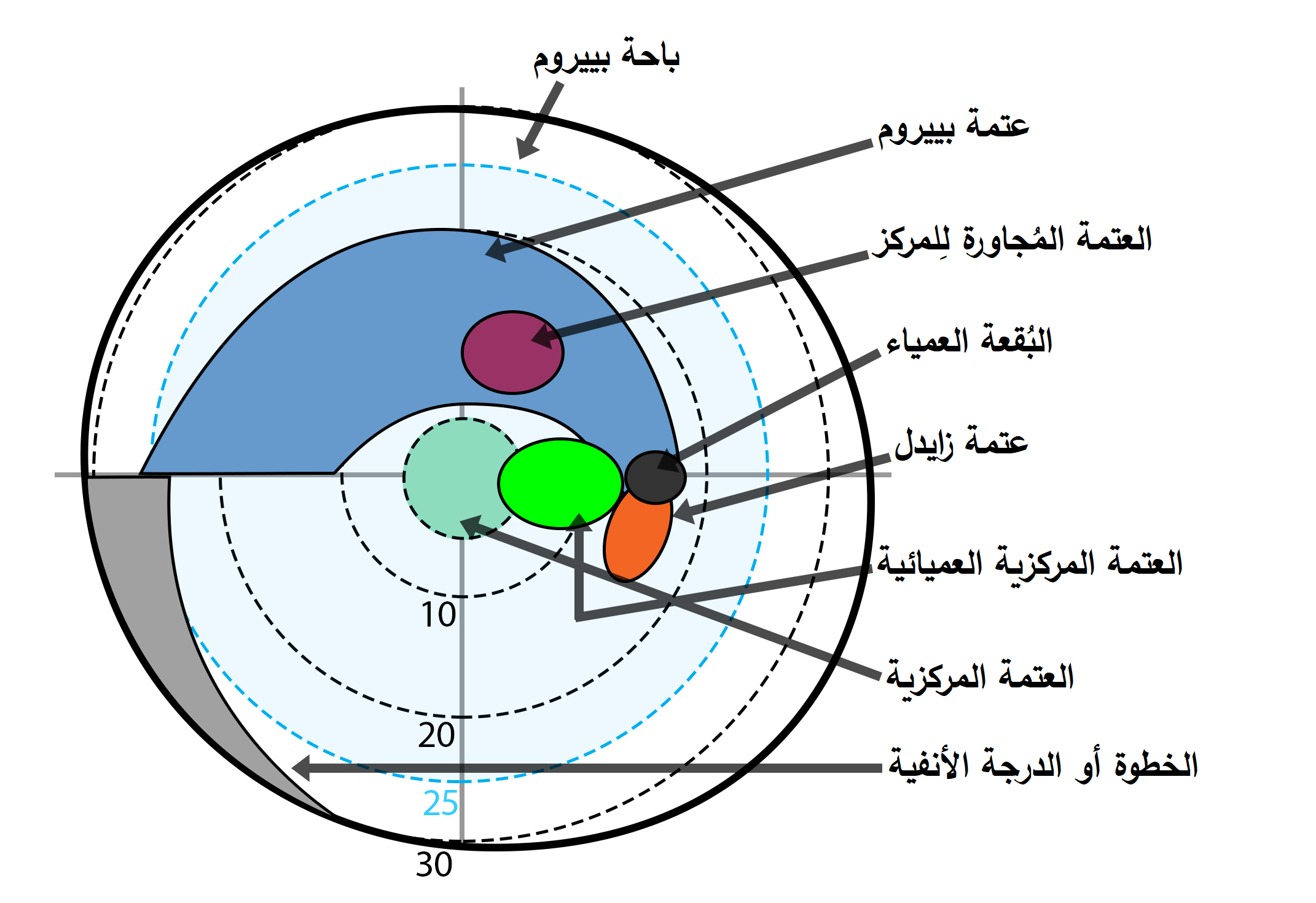
موقع باحة بييروم وأنواع العُتْمَات الشَّائِعة. (باحة بييروم مُعَلَّمة بخطٍّ أزرق مُنَقَّطٍ بزاوية 25 درجة)

باحَة بِييروم أو باحَة بجيروم أو مَنطِقة بِييروم (بالإنجليزية: Bjerrum's area)‏ تبعد عن نُقطة التَّثْبِيت 25° درجة مَركزيًّا من ساحة الرؤية، بَسَّطها عِلميًّا طبيب العيون جانيك بيترسون بييروم.
اعتقد بييروم أنَّ هذا القِسْم من ساحة الرؤية كان له فائدة أكثر من قياس مجال الرُّؤية؛ حيثُ لاحظ أنَّ 90℅ من التغيُّرات الزَّرَقيَّة البَدئيَّة كانت داخل هذه الدرجة الخَمسة والعِشرين.
هناك أنواع عديدة من العُتْمَات من داخِل باحَة بييروم، تكون نموذجيًّا عند مرضى الزَّرَق مَفتوح الزَّاوية.
من المُلاحَظ أنَّ العُتْمَة المُقَوَّسَة (تدعى أيضًا عتمة بييروم) تبدأ في البُقعة العَمياء وتتقوَّس فوق الباحة البُقْعِيَّة لتنتهي بخطٍّ أُفقيٍّ أنفيٍّ. ولا تعبُر العتمة المقوَّسة القاسِم الأُفقيّ لساحة الرؤية.